# دوري الأمم للكرة الطائرة للرجال لعام 2022
دوري الأمم للكرة الطائرة للرجال لعام 2022 هو الإصدار الرابع من دوري الأمم للرجال للكرة الطائرة، وهي بطولة دولية سنوية للكرة الطائرة للرجال. تقام الجولة التمهيدية حاليًا في الفترة من 7 يونيو إلى 10 يوليو 2022، وستكون الجولة النهائية في الفترة من 20 إلى 24 يوليو 2022.

## مؤهل
نظرًا لعدم وجود ترقية أو هبوط في بطولة 2021 VNL ، يتنافس 15 فريقًا من أصل 16 فريقًا في عام 2021 في نسخة هذا العام.
أعلن الاتحاد الدولي للكرة الطائرة في 1 مارس 2022 أن روسيا وبيلاروسيا غير مؤهلين للمشاركة في المسابقات الدولية والقارية بسبب الغزو الروسي لأوكرانيا. نتيجة لذلك، خرجت روسيا من المنافسة. في 29 أبريل، أعلن الاتحاد الدولي للكرة الطائرة (FIVB) أن الصين قد حلت محل روسيا في المسابقة.
الدول المتأهل
الأرجنتين، أستراليا، البرازيل، بلغاريا، كندا، الصين، فرنسا، ألمانيا، إيران، ايطاليا، اليابان، هولندا، بولندا، صربيا، سلوفينيا، الولايات المتحدة

### الدور التمهيدي
في بطولة 2022، تم تغيير شكل اللعب. سيشهد الشكل الجديد تنافس 16 فريقًا للرجال في مجموعات من 8 فرق خلال مرحلة البلياردو. يلعب كل فريق 12 مباراة خلال مرحلة البلياردو. ثم ستنتقل ثمانية فرق إلى مرحلة خروج الخاسر النهائية من المسابقة.

### الجولة النهائية
ستشهد نهائيات VNL انتقال أقوى سبعة فرق إلى جانب الدولة المضيفة للنهائيات (إيطاليا)مباشرة إلى مرحلة خروج الخاسر والتي ستتألف من ثماني مباريات في المجموع: أربع مباريات ربع نهائية ومباراتين نصف نهائي ومباريات الميدالية البرونزية والذهبية.
صيغة القضاء المباشر الثامنة النهائية: 
1. سيلعب الفريق المصنف الأول مباراة ربع النهائي ضد الفريق المصنف الثامن، والفريق المصنف الثاني سيلعب مباراة ربع النهائي ضد الفريق المصنف السابع، ويلعب الفريق المصنف الثالث مباراة ربع نهائية ضد الفريق المصنف السادس، والفريق المصنف الرابع سيلعب لعب مباراة ربع النهائي ضد الفريق المصنف الخامس.
2. يتم وضع الفريق المضيف في المركز الأول إذا كان الفريق من بين أفضل 8 فرق في الترتيب النهائي بعد المرحلة التمهيدية لـ VNL.
3. يتم وضع الفريق المضيف في المركز الثامن إذا لم يكن الفريق ضمن أفضل 8 فرق في الترتيب النهائي بعد المرحلة التمهيدية لـ VNL.

## التغيرات في القواعد
1. سيتم التخلص من مفتاح المحكمة في نهاية المجموعات بسبب إرشادات السلامة الخاصة بـ كوفيد-19 ولإرسال بث تلفزيوني أفضل.
2. يُسمح لكل فريق بالاتصال بمهلة واحدة فقط خلال كل مجموعة. المهلة تدوم 30 ثانية.
3. يتم احتساب مهلة فنية واحدة فقط عندما يصل الفريق المتصدر إلى 12 نقطة.